# Shire of Dalwallinu
Shire of Dalwallinu is een Local Government Area (LGA) in de regio Wheatbelt in West-Australië.

## Geschiedenis
Op 2 juni 1916 werd het Dalwallinu Road District opgericht. Het Dalwallinu Road District veranderde op 23 juni 1961 van naam en werd Shire of Dalwallinu.

## Beschrijving
Shire of Dalwallinu is een landbouwdistrict in de West-Australische regio Wheatbelt. De economische activiteit bestaat hoofdzakelijk uit de teelt van granen en de kweek van schapen. Shire of Dalwallinu telde 1.379 inwoners in 2021. De hoofdplaats is Dalwallinu.

## Plaatsen, dorpen en lokaliteiten
- Dalwallinu
- Buntine
- East Damboring
- Jibberding
- Kalannie
- Nugadong
- Pithara
- Wubin
- Xantippe

## Bevolkingsaantal
| Jaar | Bevolkingsaantal |
| ---- | ---------------- |
| 1921 | 956              |
| 1933 | 2.226            |
| 1947 | 1.703            |
| 1954 | 2.148            |
| 1961 | 2.218            |
| 1966 | 2.425            |
| 1971 | 2.282            |
| 1976 | 2.178            |
| 1981 | 1.901            |
| 1986 | 1.779            |
| 1991 | 1.573            |
| 1996 | 1.693            |
| 2001 | 1.656            |
| 2006 | 1.368            |
| 2011 | 1.266            |
| 2016 | 1.429            |
| 2021 | 1.379            |